# 格魯什夫卡 (佩爾沃邁斯基區)
48°1′20″N 30°56′24″E / 48.02222°N 30.94000°E
格魯什夫卡（烏克蘭語：Грушівка）是位於烏克蘭南部尼古拉耶夫州裏五一城區的村莊，始建於1683年，面積0.002平方公里，海拔高度97米，2001年人口1,150，人口密度每平方公里575,000人。